# Literärisch-praktische Bürger-Verbindung
Die Literärisch-praktische Bürger-Verbindung, später auch Literärisch-praktische Bürgerverbindung, wurde 1802 in Riga von den Pastoren August Albanus, Liborius von Bergmann und Karl Gottlob Sonntag gegründet.  In ihrem Auftrag wurden ab 1810 die Rigaschen Stadtblätter herausgegeben. Als Wohlfahrtsverein konnte sie 1927 ihr 125-jähriges Jubiläum begehen.

## Geförderte Einrichtungen
- 1817 Gründung der Luther-Sonntagsschule
- 1855 Unterstützungskasse für Dienstboten
- 1860 Administration der Kirchhofswege
- 1868 Einrichtung einer Heizung im Dom
- 1870 Eröffnung einer Volksküche
- 1868 Gründung einer Taubstummenanstalt[1]
- 1894 Gründung eines Kindergartens

## Personen
- Napoleon Asmuß, 1877 Ehrenmitglied
- August Wilhelm Buchholtz (1803–1875), Sammler und Pädagoge
- Ludwig Voigt (1752–1835), Pädagoge, Mitglied ab 1815
- Carl von Wilpert (1778–1839), Arzt, Mitglied ab 1815